# Come Together: Guitar Tribute to the Beatles Vol. 2
Come Together: Guitar Tribute to the Beatles Vol. 2  är en hyllningsskiva till The Beatles med olika gitarrister. Skivan kom ut 1995 och är en uppföljare till Come Together: Guitar Tribute to the Beatles, som kom ut 1993. Skivan är producerad av Mike Mainieri.

## Låtlista
Alla låtar är skrivna av Lennon/McCartney om inget annat anges.
1. Wayne Krantz – "Tomorrow Never Knows"
2. Philip DeGruy – "Strawberry Fields Forever"
3. Charlie Hunter – "Drive My Car"
4. Adam Rogers & David Gilmore – "I Am the Walrus"
5. Terje Rypdal – "Not a Second Time"
6. Robert Quine & Jody Harris – "Yes It Is"
7. David Tronzo – "Because"
8. Robben Ford – "Golden Slumbers"
9. Michael Hedges – "If I Needed Someone" (George Harrison)
10. David Fiuczynski – "Tomorrow Never Knows (Slight Return)"